# Афанасовка (Гомельский район)
Афанасовка (бел. Апанасаўка) — посёлок в Азделинском сельсовете Гомельского района Гомельской области Беларуси.

## География

### Расположение
В 20 км на северо-запад от Гомеля, 13 км от железнодорожной станции Лазурная (на линии Жлобин — Гомель).

### Гидрография
На востоке и севере мелиоративные каналы, соединённые с рекой Беличанка (приток реки Уза).

## Транспортная сеть
Поблизости автомобильная дорога Уваровичи — Гомель. Планировка состоит из короткой прямолинейной широтной улицы. Застройка деревянная усадебного типа.

## История
Основан в начале XX века переселенцами из соседних деревень. В 1926 году в Роговском сельсовете Уваровичского района Гомельского округа В 1932 году жители вступили в колхоз. Во время Великой Отечественной войны 9 жителей погибли на фронте. В 1959 году в составе колхоза имени С. М. Кирова (центр — деревня Азделино).

## Население

### Численность
- 2004 год — 7 хозяйств, 18 жителей.

### Динамика
- 1926 год — 10 дворов, 72 жителя.
- 1959 год — 55 жителей (согласно переписи).
- 2004 год — 7 хозяйств, 18 жителей.